# Sandi Ogrinec
Sandi Ogrinec (sinh 5 tháng 6 năm 1998) là một cầu thủ bóng đá Slovenia thi đấu cho NK Krško mượn từ NK Maribor.

## Sự nghiệp câu lạc bộ
Anh ra mắt chuyên nghiệp ở Slovenian PrvaLiga cho NK Maribor ngày 21 tháng 5 năm 2016 trong trận đấu với ND Gorica.